# Thomas Mangey
 (août 2021).
Thomas Mangey est un ecclésiastique et érudit anglais, né à Leeds en 1688 et mort à Durham le 6 mars 1755. Il fut chapelain de l’évêque de Londres, puis chanoine de la Cathédrale de Durham (1721). 

## Œuvres
- Discours pratiques sur l’Oraison dominicale (Londres, 1716, in-8°)
- Œuvres de Philon le Juif (1742, 2 vol. in-fol.).

## Source
« Thomas Mangey », dans Pierre Larousse, Grand dictionnaire universel du XIXe siècle, Paris, Administration du grand dictionnaire universel, 15 vol., 1863-1890 [détail des éditions].